# Lijst van voetbalstadions in Tsjechië
Hieronder een lijst van voetbalstadions in Tsjechië.
| Naam                                        | Alternatieve naam                                                                                            | Locatie                   | Capaciteit | Bespeler(s)                    | Opmerkingen |
| ------------------------------------------- | --- | ------------------------- | ---------- | ------------------------------ | --- |
| Velký strahovský stadion                    | Stadion Strahov Stadion Masarykův Strahovský stadion                                                         | Praag (Břevnov)           | 220000     | geen                           | Grootste voetbalstadion ter wereld                                                                                                  |
| Na Julisce                                  | (Stadion) Juliska                                                                                            | Praag (Dejvice)           | 28000      | FK Dukla Praag                 | |
| Fortuna arena                               | Stadion Eden Synot Tip Arena Eden Aréna Sinobo Stadium                                                       | Praag (Vršovice)          | 21000      | SK Slavia Praag                | Bohemians Praag 1905 (2010-2012) |
| epet ARENA                                  | (Fotbalový) stadion na Letné (v Praze) AXA Arena Toyota Arena Generali Arena Generali Česká pojišťovna Arena | Praag (Bubeneč)           | 20854      | AC Sparta Praag                | |
| Stadion Evžena Rošického                    | | Praag (Břevnov)           | 19032      | geen                           | SK Slavia Praag (2000-2008) SK Sparta Krč (2007/08) AC Sparta Praag B (2008-2010) FK Bohemians Praag (2009/10) FK Olympia (2017/18) |
| Stadion Na Stínadlech                       | Stínadla | Teplice                   | 18221      | FK Teplice                     | FK Ústí nad Labem (2010/11) |
| Bazaly                                      | | Ostrava (Slezská Ostrava) | 17372      | geen                           | FC Baník Ostrava (1959-2015) |
| Městský stadion v Ostravě-Vítkovicích       | | Ostrava (Vítkovice)       | 15275      | FC Baník Ostrava MFK Vítkovice | FC Vítkovice (1938-2011) |
| Městský fotbalový stadion Srbská            | Stadion na Srbské ADAX INVEST Arena                                                                          | Brno (Královo Pole)       | 12550      | FC Zbrojovka Brno              | 1. SC Znojmo (2013/14) |
| Stadion Stovky                              | | Frýdek-Místek             | 12400      | FK Frýdek-Místek               | |
| Andrův stadion                              | Stadion Míru Andrák                                                                                          | Olomouc (Nová Ulice)      | 12014      | SK Sigma Olomouc               | SK Olomouc ASO (1940 – 1951) Křídla vlasti Olomouc (1952 – 1955)                                                                    |
| Stadion U Nisy                              | | Liberec                   | 9900       | FC Slovan Liberec              | |
| Malšovická aréna                            | Pod lízátky                                                                                                  | Hradec Králové            | 9300       | FC Hradec Králové              | |
| Na Litavce                                  | Energon Aréna                                                                                                | Příbram                   | 9100       | FK Příbram                     | |
| Městský fotbalový stadion Miroslava Valenty | Městský fotbalový stadion Uherské Hradiště                                                                   | Uherské Hradiště          | 8000       | 1. FC Slovácko                 | FC SYNOT Slovácká Slavia Uherské Hradiště (1920-2000)                                                                               |
| Městský stadion                             | Stadion v Městských sadech                                                                                   | Opava                     | 7724       | SFC Opava                      | |
| Ďolíček                                     | Dannerův stadion                                                                                             | Praag (Vršovice)          | 7500       | Bohemians Praag 1905           | FK Pardubice (2020-2022) |
| Fotbalový stadion Josefa Masopusta          | Letní stadion                                                                                                | Most                      | 7500       | FK Baník Most 1909             | |
| Stadion ve Sportovní ulici                  | | Prostějov                 | 7500       | geen                           | 1. SK Prostějov (1931-2003) |
| Stadion města Plzně                         | | Pilsen                    | 7435       | FC Viktoria Pilsen             | |
| Všesportovní stadion                        | Pod lízátky Malšovický stadion                                                                               | Hradec Králové            | 7000       | geen                           | FC Hradec Králové (1966-2021) |
| Stadion Františka Kloze                     | | Kladno                    | 7000       | SK Kladno                      | |
| Fotbalový stadion Střelecký ostrov          | E.On stadion                                                                                                 | České Budějovice          | 6746       | SK Dynamo České Budějovice     | |
| Letná                                       | | Zlín                      | 6375       | FC Zlín                        | |
| Stadion Střelnice                           | | Jablonec nad Nisou        | 6280       | FK Jablonec                    | |
| Sportovní areál Drnovice                    | | Drnovice                  | 6616       | 1. FK Drnovice (tot 2006)      | MFK Vyškov (2021-2023) |
| Fotbalový stadion Za Lužánkami              | | Brno (Ponava)             | 6500       | geen                           | FC Zbrojovka Brno (1953-2001) |
| Stadion FK Viktoria Žižkov                  | eFotbal aréna                                                                                                | Praag (Žižkov)            | 5600       | FK Viktoria Žižkov             | FK Bohemians Praag (2008/09) |
| Městský stadion                             | Adidas Aréna Lokotrans aréna                                                                                 | Mladá Boleslav            | 5000       | FK Mladá Boleslav              | FC Hradec Králové (2021-2023) |
| Městský stadion v Kotlině                   | | Varnsdorf                 | 5000       | FK Varnsdorf                   | |
| Stadion FK Baník Sokolov                    | | Sokolov                   | 5000       | FK Baník Sokolov 1948          | |
| Městský stadion                             | | Karviná                   | 4862       | MFK Karviná                    | |
| Letní stadion                               | Městský stadion                                                                                              | Chomutov                  | 4800       | FC Chomutov                    | |
| Letní stadion                               | Masarykův všesportovní stadion Stadion Oty Resche Gottwaldův stadion CFIG Aréna                              | Pardubice                 | 4620       | FK Pardubice                   | SK Pardubice (1937-1946) VTJ Dukla Praag TJ VCHZ Pardubice (1968/69)                                                                |
| Stadion v Jiráskově ulici                   | | Jihlava                   | 4132       | FC Vysočina Jihlava            | |
| Městský stadion                             | | Ústí nad Labem            | 4000       | FK Ústí nad Labem              | |
| Stadion Za Místním nádražím                 | | Prostějov                 | 3500       | 1. SK Prostějov                | |
| Stadion na Údolní                           | | Blansko                   | 3500       | FK Blansko                     | |
| U Konopiště                                 | | Benešov                   | 3000       | SK Benešov                     | |
| Stadion Pod Vinicí                          | | Pardubice                 | 3000       | geen                           | FK Pardubice (tot 2020) |
| Městský stadion                             | | Přerov                    | 3000       | 1. FC Viktorie Přerov          | HFK Přerov (tot 2000) 1. FC Přerov (2000 – 2011)                                                                                    |
| Stadion Za Parkem                           | | Vyškov                    | 3000       | MFK Vyškov                     | |
| Stadion Vladimíra Dostála                   | Stadion 1. HFK Olomouc Stadion FK Holice                                                                     | Olomouc (Holice)          | 2900       | 1. HFK Olomouc                 | 1. SK Prostějov (2023/24) |
| Městský stadion v Horním parku              | Stadion v Husových sadech                                                                                    | Znojmo                    | 2599       | 1. SC Znojmo                   | |
| Stadion FK Chmel Blšany                     | | Blšany                    | 2300       | FK Chmel Blšany                | |
| Stadion Rudolfa Labaje                      | | Třinec                    | 2200       | FK Třinec                      | |
| Stadion SK Líšeň                            | | Brno (Líšeň)              | 2000       | SK Líšeň 2019                  | |
| Hřiště v Kvapilově ulici                    | | Tábor                     | 2000       | FC Silon Táborsko              | |
| Sportovní areál Na Chvalech                 | | Praag (Horní Počernice)   | 1600       | SC Xaverov Horní Počernice     | FK Bohemians Praag (2006-2008) |
| Stadion Lokomotiva                          | | Cheb                      | 1600       | FK Hvězda Cheb                 | De failliete en voormalige eersteligaclub FC Union Cheb speelde hier haar wedstrijden                                               |
| Sportovní areál Soukeník                    | | Sezimovo Ústí             | 1550       | FC Silon Táborsko B            | |
| Stadion Za Vodojemem                        | | Chrudim                   | 1500       | MFK Chrudim                    | |
| Stadion Jožky Silného                       | | Kroměříž                  | 1529       | SK Hanácká Slavia Kroměříž     | |
| Stadion v Kollárově ulici                   | | Vlašim                    | 1200       | FC Sellier & Bellot Vlašim     | |
| Stadion SK Prosek                           | | Praag (Prosek)            | 1000       | FK Bohemians Praag             | |
| Stadion Širůch                              | | Staré Město               | 560        | geen                           | 1. FC Slovácko (2000-2003) |